# Andebu
Andebu è un ex comune norvegese della contea di Vestfold. Dal 1º gennaio 2017 fa parte del comune di Sandefjord.